# Xenia amparoi
Xenia amparoi är en korallart som beskrevs av Hilario Atanacio Roxas 1933. Xenia amparoi ingår i släktet Xenia och familjen Xeniidae. Inga underarter finns listade i Catalogue of Life.